# GBU-43/B MOAB
GBU-43 MOAB – od Massive Ordnance Air Blast (bomba paliwowo-powietrzna wielkiego kalibru, potocznie nazywana Mother of All Bombs) – amerykańska konwencjonalna bomba lotnicza. Zaprojektowana do przenoszenia przez samoloty transportowe C-130 Hercules podczas II wojny w Zatoce Perskiej (inwazji na Irak, operacji Iraq Freedom) w 2003 roku. Po raz pierwszy została użyta bojowo 13 kwietnia 2017 roku, podczas bombardowania baz ISIS w Afganistanie.

## Historia
Bomba MOAB została opracowana przez Air Force Research Laboratory w 2002 roku jako następca bomby BLU-82 Daisy Cutter. Pierwszej detonacji testowej dokonano 11 marca 2003 roku w bazie USAF w Eglin na Florydzie, a kolejnej w połowie listopada tego samego roku.

## Opis techniczny
MOAB jest bombą o długości 9 metrów i masie 9800 kg, z czego 8482 kg stanowi materiał bojowy. Materiał wybuchowy H6 będący mieszaniną heksogenu, trotylu i proszku aluminiowego, którego moc względna wynosi 1,35 mocy trotylu stanowi ładunek rozcalający i rozprzestrzeniający właściwy ładunek bojowy, którym jest mieszanka paliwowa na bazie benzyny. W momencie wybuchu ładunek rozcalający 'rozprasza' nad celem mieszankę paliwową w postaci drobniutkich kropelek i pyłu. Obłok paliwowo-powietrzny jest następnie zapalany i detonuje na skutek wzrostu temperatury powyżej temperatury zapłonu (reakcja łańcuchowa). Bomba niszczy cel przy pomocy fali uderzeniowej, ma również działanie zapalające.
Bomba przenoszona jest w luku ładunkowym samolotów transportowych. Na czas transportu bomba umieszczona jest w przestrzeni ładunkowej samolotu na specjalnych saniach wyposażonych w spadochron wspomagający jej wyciąganie. Po dokonaniu zrzutu, sanie i bomba opadają osobno. Naprowadzanie na cel jest realizowane przez głowicę z systemem inercyjno-żyroskopowym INS i odbiornikiem GPS, prawdopodobnie zapożyczoną z bomb JSOW. Po zrzucie bomba opada swobodnie, szybując do celu (maksymalny zasięg nie został ujawniony). Ze względu na duże rozmiary na jej nosiciela przeznaczono samolot MC-130 Combat Talon, ale prawdopodobnie będzie ona zrzucana także z C-17 Globemaster. Według niektórych źródeł docelowym nosicielem tej bomby mają być samoloty B-2 i B-52. MOAB jest pierwszą amerykańską bombą z kratownicowym usterzeniem typu rosyjskiego. Rozmiary MOAB są większe, a masa odrobinę mniejsza od używanej podczas II wojny światowej brytyjskiej bomby Grand Slam przeznaczonej do niszczenia umocnień.

## Zastosowanie
Podstawowym zastosowaniem bomby MOAB miało być oczyszczanie lądowisk, tak jak stosowanej podczas wojny w Wietnamie i Afganistanie bomby BLU-82 Daisy Cutter, ale Departament Obrony USA zdecydował, że będzie ona używana także jako broń przeciw sile żywej nieprzyjaciela oraz jako element strategii wojny psychologicznej i wymuszenia respektu (Shock and Awe). Bojowo planowano użyć jej podczas inwazji na Irak w 2003 roku, ale chociaż znalazła się ona na wyposażeniu sił inwazyjnych, prawdopodobnie nie dokonano żadnego zrzutu.
Obecnie rola MOAB jako broni przeciwko wojskom nieprzyjaciela jest ograniczona ze względu na relatywnie małą efektywność w porównaniu do bomb kasetowych oraz niebezpieczeństwo dużych dodatkowych zniszczeń w przypadku działań na terenach zamieszkanych przez ludność cywilną. Pozostaje ona jednak w arsenale USA jako broń psychologiczna.
Po raz pierwszy w warunkach bojowych została zastosowana 13 kwietnia 2017 roku. Użycie zostało potwierdzone przez rzecznika Departamentu Obrony Stanów Zjednoczonych. Bomba GBU-43 została zrzucona przez samolot MC-130H Combat Talon II w prowincji Nangarhar, na dystrykt Achin (Afganistan) około godziny 19:00 czasu lokalnego. Rzecznik Pentagonu poinformował, że celem były pozycje tak zwanego Państwa Islamskiego. Próbowano w ten sposób zniszczyć podziemne tunele znajdujące się w tym rejonie.
Koszt jednego ładunku wynosi ok. 16 mln dolarów amerykańskich.